# نيكيتيا بانين
الكونت نيكيتا إيفانوفيتش بانين (1718-1783) كان رجل دولة روسي ومستشار سياسي لكاترين الثانية طوال 18 من حكمها ومن ثم تولى تعليم ابنها باول الأول. دعا إلى تحالف دول الشمال وتوطيد العلاقات مع فريدريك العظيم حاكم بروسيا. تم ابعاده عن منصبه بسبب معارضته الشديدة لتقسيم بولندا واستبداله بالأمير بيزبورودكو